# Panfilo Castaldi
Panfilo Castaldi (ur. ok. 1430, zm. 1487) – włoski lekarz i kupiec, pochodzący z Feltre, który zaangażował się w rozwój drukarstwa, a lokalna tradycja przypisała mu wynalezienie tej techniki. Zaliczany był do grona konkurentów Johannesa Gutenberga o pierwszeństwo do tego wynalazku.
Technikę drukarską poznał w Wenecji, a najpóźniej w 1471 roku zawiązał spółkę z Antonio Zarotto, któremu użyczył sprzętu, dzięki czemu ten ostatni uruchomił pierwsza drukarnię w Mediolanie. 
W XVII wieku lokalna kronika z Feltre przypisała Castaldiemu wynalezienie druku. Choć opowieść ta była nieprawdziwa, to zyskała sporą popularność we Włoszech, szczególnie w XIX stuleciu.